# ヘッデスハイム
ヘッデスハイム (ドイツ語: Heddesheim) はドイツ連邦共和国バーデン＝ヴュルテンベルク州ライン＝ネッカー郡に属す町村（以下、本項では便宜上「町」と記述する）。マンハイム近郊に位置し、人口約11,500人のこの町は、総人口240万人を擁する人口集中地域であるライン＝ネッカー大都市圏の一部をなす。

## 地理
ヘッデスハイムはバーデン＝ヴュルテンベルク州北西部、オーバーライン地溝帯内に位置する。町域のほぼ半分がネッカー川の扇状地上にある。町のすぐ東側をベルクシュトラーセが通り、オーデンヴァルトが控えている。
町域北部の境界はヘッセン州に属すフィールンハイムと接している。北東はヴァインハイム、東はヒルシュベルク・アン・デア・ベルクシュトラーセ、南はラーデンブルク、南西はイルフェスハイム、西はマンハイムのヴァルシュタット区およびシュトラーセンハイム区と接する。
町域の面積は1271ha強である。そのうち24.8%が住宅地及び交通用地、74.2%が農地である。

### 自治体の構成
自治体としてのヘッデスハイムには、ヘッデスハイムの他、小集落のムッケンストゥルム、ノイツェンホーフ農場、ベッヒャーブルッフ住宅地、グロースザクセン＝ヘッデスハイム駅が含まれる。

## 歴史
ヘッデスハイムの土地に最初の入植がなされたのはローマ人がラーデンブルクを創設した西暦100年頃であることが知られている。ヘッデスハイムという名前はフランク語由来で、おそらく民族移動時代にこの地に定住していたと考えられている。フランク語では、おそらく「Heim des Hedo」という具合に呼ばれていたのが、後にヘッデスハイムという名前に発展していったと考えられている。
ヘッデスハイムの文献上の記録は911年から948年の間になされた。ロルシュ修道院は949年に寄贈を受けてこの地を所領としたことがロルシュ文書に遺されている。11世紀と13世紀に、この地は何度も遺贈や領土交換の対象となった。おそらく12世紀の終わり頃にライン宮中伯がこの地の支配権を獲得したと推測される。1222年にはムッケンストゥルムが初めて文献上に記録されている。1450年頃には、ヘッデスハイムにおよそ200人の住民が暮らしており、プファルツ選帝侯領のエプフェルバッヒャー・ツェントに属した。
1600年頃にこの村の農地でタバコ栽培が始まった。この地方の町がいずれもそうであるように、ヘッデスハイムも三十年戦争ではティリー伯により破壊された。この地域での度重なる戦禍により、ヘッデスハイムの人口は17世紀の終わりにおいても200人程度であった。

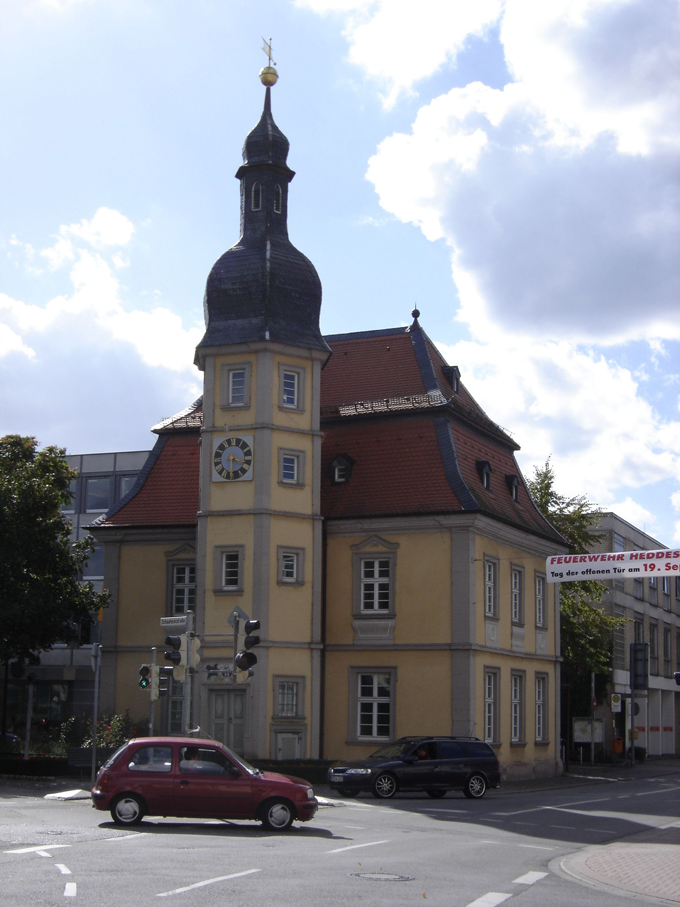
ヘッデスハイムの旧町役場

1719年に旧町役場が造営され、1759年にはカトリックの司祭館とプロテスタントの教会が建てられた。カトリックの教会は1792年に現在の姿になった。1803年にプファルツ選帝侯が廃止され、ヘッデスハイムはバーデン領となった。ベツィルクスアムト・ラーデンブルクが1820年からヘッデスハイムを管轄した。その後、この機能はベツィルクスアムト・マンハイムに移され、さらにマンハイム郡に移された。こうした分離の影響は現在も顕著で、この町の上位行政機関はライン＝ネッカー郡であるが、行政執行権限はマンハイムが有している。
1825年頃の人口は約1,200人であった。改革派教会は1870年に解体され、現在のプロテスタント教会が建設された。19世紀の終わり頃、人口は2,600人になっていた。
20世紀になると、この町はオーバーライン鉄道により鉄道網に結ばれた。1929年に、それまで独立していたムッケンストゥルムとノイツェンホーフがこの町に合併した。シュトラーセンハイムも元々はこの町に編入されるはずだったが、住民たちはマンハイムとの合併によりこれを阻止することに成功した。1939年頃、タバコ栽培がピークに達した。300haの作付け地から900t近い収穫があり、ヘッデスハイムはドイツ最大のタバコ栽培の町であった。
1868年、バイント通りに「旧学校」が建てられた。この建物はシュール通りに移された。1958年には人口5,280人と19世紀後半の2倍近くなり、校舎がもう1棟求められるようになった。ライン通りに新しい校舎が建てられ、この学校はハンス・トーマ基礎課程学校と改称された。
1969年に新しい町役場と消防署が建設され、人口は8,000人を越えた。2校目の学校であるヨハネス・ケプラー本課程学校は1971年に開設された。1989年には新しい公民館が建設され、人口は11,200人に達した。
| 年   | 1439 | 1577 | 1777 | 1852  | 1905  | 1950  | 1961  | 1967  | 1970  | 1991   | 1995   | 2005   | 2010   | 2015   |
| ---- | ---- | ---- | ---- | ----- | ----- | ----- | ----- | ----- | ----- | ------ | ------ | ------ | ------ | ------ |
| 人口 | 135  | 265  | 543  | 1,790 | 2,820 | 5,391 | 6,098 | 7,766 | 8,926 | 10,905 | 11,071 | 11,658 | 11,633 | 11,199 |

## 行政

### 議会
ヘッデスハイムの議会は、5年ごとの直接選挙で選出される22人の議員で構成される。これに首長が議長として加わる。バーデン＝ヴュルテンベルク州の地方選挙法に基づき、選挙は累積式、異党派連記投票で行われる。

### 首長
ミヒャエル・ケスラーが1998年以降首長を務めている。彼は最初の選挙で53.32%の票を得て当選した。2006年の選挙では、彼の在職が支持された。

### 紋章
図柄: 上下二分割。上部はさらに左右に二分割。上部向かって左は黒地に、赤い爪、赤い舌を持ち赤い冠を被った左向き（向かって右向き）の金色の獅子。上部向かって右は銀と青の斜め格子模様。下部は、赤地で基部の青い波帯の上にラテン文字の大文字でHと書かれている。
この紋章は1555年の裁判印に由来する。また、1719年に建造された町役場の玄関上にも掲げられている。獅子と斜め格子はプファルツ選帝侯の紋章上のシンボルである。この紋章は1901年にゲネラルランデスアルヒーフに正式に認可された。
旗は青 – 白で、1968年に内務省の認可を得た。

### 友好都市
- ノジョン＝ル＝ロワ（フランス、ウール＝エ＝ロワール県）1974年

## 文化と見所

### スポーツと余暇
町域の拡大とそれに伴うスポーツ・文化施設の建設により、この町はその規模の割にこれらの施設や余暇活動が充実した町となっている。
- 屋内プール
- 2つの温水プールを持つ水浴地
- 郊外の人工スケート場
- 2つの多目的スポーツ・ホール
- 18ホールのゴルフ場
- 町立図書館
- 音楽学校
- サッカー場
- 乗馬クラブ

この町では50をこえるスポーツ・文化サークルが活動している。

## 経済と社会資本

### 経済
元々農業の町であったヘッデスハイムには、工業系企業はいくつかの小さな会社があるだけである。ライン＝ネッカー大都市圏の中央に位置するヘッデスハイムは、周辺の大都市であるマンハイムやハイデルベルクへの通勤者のベッドタウンとなっている。この町の農業に利用されている土地の面積は1130haで、このうち700haで穀物栽培、266haで牧畜、100haでビート栽培、64haでタバコ栽培が営まれている。

### 交通

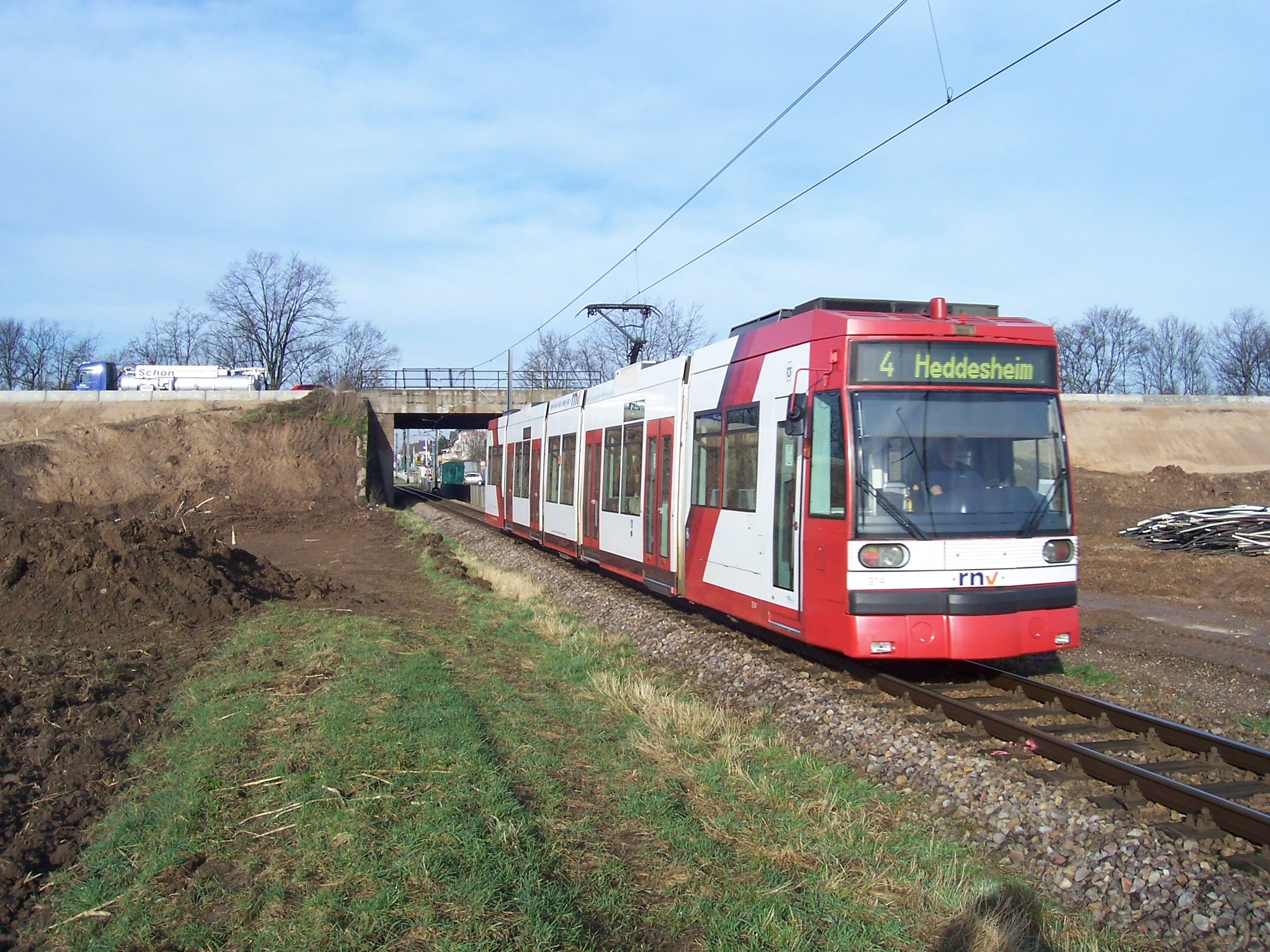
ヘッデスハイム行き市電第4系統

ヘッデスハイムは1909年以降マンハイム＝ケーファータールからマンハイム＝ヴァルシュタットを経由してヘッデスハイムに至るオーバーライン鉄道の支線の終着駅である。この路線は1995年から市電第4系統に利用されている。この路線は、ヘッデスハイムからマンハイムやルートヴィヒスハーフェン・アム・ラインを経由してオッガースハイム（ルートヴィヒスハーフェンの市区）にまで通じている。産業地域方面の郊外にはドイツ鉄道マイン＝ネッカー線のグロースザクセン＝ヘッデスハイム駅がある。ヘッデスハイムはライン＝ネッカー交通連盟のサービス提供地域に含まれている。
多くのアウトバーンがヘッデスハイムのすぐ近くを走っている。北をマンハイムとヴァインハイムを結ぶA659号線、東をA5号線、西をA6号線といった具合である。

### 教育
ヘッデスハイムには、ハンス・トーマ基礎課程学校（1958年建造）と職業実業学校を併設したヨハネス・ケプラー基礎課程・本課程学校（1971年建造）がある。
実業学校やギムナジウムで学ぶ学生は、ラーデンブルク、フィールンハイム、ヴァインハイムあるいはマンハイムの学校へ通う必要がある。

## 引用
1. ↑  Statistisches Landesamt Baden-Württemberg – Bevölkerung nach Nationalität und Geschlecht am 31. Dezember 2023 (CSV-Datei)
2. ↑   Kreisbeschreibung. 3. p. 496、ムッケンストゥルムなどの独立した住宅地を含む。